# Югослави
Югослави (хорв. Jugoslaveni, серб. Југословени, словен. Jugoslovani, мак. Југословени) — офіційна назва, яка на території колишньої Югославії використовувалась для штучної нації, складеної з представників різних етнічних груп, які при офіційних переписах населення оголошували себе під цією назвою. Це так званий «сьомий» народ СФРЮ. Часто так себе називали нащадки мішаних шлюбів. 
Поняття «югослав» це своєрідний південнослов'янський приклад «швейцарського» типу нації, де національна ідентичність виводиться від державної належності, а не етнічного походження. Таким чином, югославом міг бути кожен, хто хотів уникнути оприлюднення свого етнічного походження. До деякої міри його аналогом на радянському просторі було поняття «радянський народ» як проєкт нової соціалістичної спільності всіх народів колишнього СРСР.
Вперше цей етнонім було офіційно визнано як національність під час перепису  населення СФРЮ у 1961 році. За переписом 1981 р., коли чисельність тих, хто назвався югославом, досягла піку (1 219 000 осіб), найбільша кількість представників цієї нації проживала в Сербії (36%) та Боснії і Герцеговині (26%). За переписом 2002 р. у Сербії проживало 80 721 югослав.
Після розпаду Югославії більшість югославів знову ототожнила себе з тією національністю, до якої б вони належали, якби не існувало такого наднаціонального державного утвору, як Югославія. Лише в Сербії та Чорногорії їхня чисельність залишається значною.

## Чисельність югославів у світі
- Сполучені Штати Америки — 328 547 осіб (2000)[1]

- Німеччина — 590 000 осіб (1985)[2]
- Боснія і Герцеговина — 242 682 осіб (1991)[3]
- Швейцарія — 172 657 осіб (1991)[4]

- Сербія — 80 721 осіб (2002)[5]
- Канада — 65 305 осіб (2006)[6]
- Чорногорія — 1 860 осіб (2003)[7]
- Словенія — 527 осіб (2002)[8]
- Хорватія — 176 осіб (2001)[9]

## «Югослави» як історизм
Югослави у широкому розумінні це сукупність південнослов'янських народів (сербів, хорватів, боснійців-мусульман, чорногорців, а також словенців та македонців), що складали населення нині зниклої Югославії, а також представники цього населення.

## Відомі югослави
- Йосип Броз Тіто — маршал, президент СФРЮ
- Карагеоргієвичі — князівська і королівська династія Сербії та Югославії
- Іво Андрич — лауреат Нобелівської премії з літератури (1961)
- Сава Ковачевич  — партизанський ватажок НВАЮ, народний герой
- Людевит Гай — просвітник, творець гаєвиці, нормативної латинської графіки сербохорватської мови
- Владимир Дворникович[en] — філософ, ідеолог югославізму
- Анте Трумбич — політик, який відіграв одну з ключових ролей в утворенні югославської держави
- Меша Селімович — письменник, лауреат премії Негоша
- Гаврило Принцип — югославський[10] націоналіст, убивця престолонаслідника Австро-Угорщини ерцгерцога Франца Фердинанда та його дружини
- Мілован Джилас — політик, член ЦК КПЮ, літератор, критик сталінізму
- Емір Кустуріца — кінорежисер, володар двох «Золотих пальмових гілок» Каннського фестивалю
- Горан Брегович — композитор, співак, засновник рок-гурту Bijelo Dugme
- Здравко Чолич — естрадний співак і композитор
- Велько Кадієвич — останній міністр оборони Другої Югославії

## Ім'я
Цей етнонім також використовували як чоловіче ім'я Югослав (пор. Ярослав, Святослав тощо). Відомими носіями такого імені є театральний актор Югослав Крайнов, ватерполіст Югослав Васович, політик Югослав Добрічанін (всі вони є сербами).